# Білоцвіт Олеся Миколаївна
Олеся Миколаївна Білоцвіт (Ткаченко) (*26 лютого 1980, Прилуки) — українська поетеса.

## Життєпис
Народилася 26 лютого 1980 р. в м. Прилуки Чернігівської області. Закінчила природничий факультет Ніжинського державного педагогічного університету. Мешкає в Австралії.
Автор збірок поезій «Скрипка часу», «Стихія Сонця», «Передчуття наближень».
Дипломант міжнародного конкурсу «Гранослов».